# Făgețelu
Făgețelu est une commune roumaine située dans le județ d'Olt.